# Neolucanus sinicus pseudopacus
Neolucanus sinicus pseudopacus es una subespecie de coleóptero de la familia Lucanidae.

## Distribución geográfica
Habita en Birmania y Tailandia.